# سفير المغرب لدى السعودية
سفير المملكة المغربية لدى المملكة العربية السعودية هو الممثل الرسمي للرباط لدى السعودية، حيث يعمل السفير وباقي الموظفين في السفارة المغربية المتواجدة في حي السفارات في الرياض. يشغل منصب السفير حاليًا مصطفى المنصوري وذلك منذ 26 نوفمبر 2014.

## قائمة السفراء
| تاريخ الاعتماد الدبلوماسي | السفير                | ملاحظات       | ملك المغرب           | ملك السعودية                   | تاريخ الانتهاء  |
| ------------------------- | --------------------- | ------------- | -------------------- | ------------------------------ | --------------- |
| أبريل 27, 1957            | الفقيه محمد غازي      |               | محمد الخامس بن يوسف  | سعود بن عبد العزيز آل سعود     | ديسمبر 31, 1961 |
| ديسمبر 31, 1961           | الفاطمي بن سليمان     |               | الحسن الثاني         | فيصل بن عبد العزيز آل سعود     | أكتوبر 23, 1968 |
| أكتوبر 23, 1968           | السيد عبد الرحمن بادو |               | الحسن الثاني         | فيصل بن عبد العزيز آل سعود     | يوليو 11, 1971  |
| يوليو 11, 1971            | الداي ولد سيدي بابا   |               | الحسن الثاني         | فيصل بن عبد العزيز آل سعود     | ديسمبر 31, 1972 |
| يناير 1, 1972             | السيد عبد الرحمن بادو |               | الحسن الثاني         | فيصل بن عبد العزيز آل سعود     | ديسمبر 31, 1975 |
| يناير 1, 1976             | محمود العلمي          |               | الحسن الثاني         | فهد بن عبد العزيز آل سعود      | ديسمبر 31, 1976 |
| يناير 1, 1982             | مولاي زين العلوي      |               | الحسن الثاني         | فهد بن عبد العزيز آل سعود      | ديسمبر 31, 1986 |
| يناير 1, 1988             | أحمد رمزي             |               | الحسن الثاني         | فهد بن عبد العزيز آل سعود      | ديسمبر 31, 1988 |
| يناير 1, 1993             | السيد محمد التازي     |               | الحسن الثاني         | فهد بن عبد العزيز آل سعود      | ديسمبر 31, 1994 |
| يناير 1, 1995             | السيد حسن أبو أيوب    |               | الحسن الثاني         | عبد الله بن عبد العزيز آل سعود | ديسمبر 31, 1995 |
| يناير 1, 1996             | عبد الكريم السمار     |               | الحسن الثاني         | عبد الله بن عبد العزيز آل سعود | سبتمبر 1, 2009  |
| سبتمبر 1, 2009            | إبراهيم عجولي         | قائم بالأعمال | محمد السادس بن الحسن | عبد الله بن عبد العزيز آل سعود | مارس 9, 2013    |
| مارس 9, 2013              | عبد السلام بركة       |               | محمد السادس بن الحسن | عبد الله بن عبد العزيز آل سعود | نوفمبر 26, 2014 |
| نوفمبر 26, 2014           | مصطفى المنصوري        |               | محمد السادس بن الحسن | سلمان بن عبد العزيز آل سعود    |                 |